# Oprah's Book Club
Oprah's Book Club was een onderdeel van praatprogramma The Oprah Winfrey Show dat liep van 1996 tot 2011. In dit maandelijkse onderdeel van de show stond steeds een boek centraal. Oprah Winfrey interviewde de auteurs ook vaak en besprak het boek met prominente gasten maar soms ook gewoon met kijkers die haar een brief geschreven hadden naar aanleiding van het boek.

## Geselecteerde boeken
| September 1996 | The Deep End of the Ocean door Jacquelyn Mitchard                                |
| Oktober 1996   | Song of Solomon door Toni Morrison                                               |
| November 1996  | The Book of Ruth door Jane Hamilton                                              |
| December 1996  | She's Come Undone door Wally Lamb                                                |
| Februari 1997  | Stones from the River door Ursula Hegi                                           |
| April 1997     | The Rapture of Canaan door Sheri Reynolds                                        |
| Mei 1997       | The Heart of a Woman door Maya Angelou                                           |
| Juni 1997      | Songs In Ordinary Time door Mary McGarry Morris                                  |
| September 1997 | The Meanest Thing To Say door Bill Cosby                                         |
| September 1997 | A Lesson Before Dying door Ernest J. Gaines                                      |
| Oktober 1997   | A Virtuous Woman door Kaye Gibbons                                               |
| Oktober 1997   | Ellen Foster door Kaye Gibbons                                                   |
| December 1997  | The Treasure Hunt door Bill Cosby                                                |
| December 1997  | The Best Way to Play door Bill Cosby                                             |
| Januari 1998   | Paradise door Toni Morrison                                                      |
| Maart 1998     | Here on Earth door Alice Hoffman                                                 |
| April 1998     | Black and Blue door Anna Quindlen                                                |
| Mei 1998       | Breath, Eyes, Memory door Edwidge Danticat                                       |
| September 1998 | What Looks Like Crazy on an Ordinary Day door Pearl Cleage                       |
| Oktober 1998   | Midwives door Chris Bohjalian                                                    |
| December 1998  | Where the Heart Is door Billie Letts                                             |
| Januari 1999   | Jewel door Bret Lott                                                             |
| Februari 1999  | The Reader door Bernhard Schlink                                                 |
| Maart 1999     | The Pilot's Wife door Anita Shreve                                               |
| April 1999     | I Know This Much Is True door Wally Lamb                                         |
| Mei 1999       | White Oleander door Janet Fitch                                                  |
| Juni 1999      | Mother of Pearl door Melinda Haynes                                              |
| September 1999 | Tara Road door Maeve Binchy                                                      |
| Oktober 1999   | The Poisonwood Bible door Barbara Kingsolver                                     |
| November 1999  | Vinegar Hill door A. Manette Ansay                                               |
| December 1999  | A Map of the World door Jane Hamilton                                            |
| Januari 2000   | Gap Creek door Robert Morgan                                                     |
| Februari 2000  | Daughter of Fortune door Isabel Allende                                          |
| Maart 2000     | Back Roads door Tawni O'Dell                                                     |
| April 2000     | The Bluest Eye door Toni Morrison                                                |
| Mei 2000       | While I Was Gone door Sue Miller                                                 |
| Juni 2000      | River, Cross My Heart door Breena Clarke                                         |
| August 2000    | Open House door Elizabeth Berg                                                   |
| September 2000 | Drowning Ruth door Christina Schwarz                                             |
| November 2000  | House of Sand and Fog door Andre Dubus III                                       |
| Januari 2001   | We Were the Mulvaneys door Joyce Carol Oates                                     |
| Maart 2001     | Icy Sparks door Gwyn Hyman Rubio                                                 |
| Mei 2001       | Stolen Lives: Twenty Years in a Desert Jail door Malika Oufkir                   |
| Juni 2001      | Cane River door Lalita Tademy                                                    |
| September 2001 | The Corrections door Jonathan Franzen                                            |
| November 2001  | A Fine Balance door Rohinton Mistry                                              |
| Januari 2002   | Fall on Your Knees door Ann-Marie MacDonald                                      |
| April 2002     | Sula door Toni Morrison                                                          |
| Juni 2003      | East of Eden door John Steinbeck                                                 |
| September 2003 | Cry, The Beloved Country door Alan Paton                                         |
| Januari 2004   | One Hundred Years of Solitude door Gabriel García Márquez                        |
| April 2004     | The Heart Is a Lonely Hunter door Carson McCullers                               |
| Mei 2004       | Anna Karenina door Leo Tolstoy                                                   |
| September 2004 | The Good Earth door Pearl S. Buck                                                |
| Juni 2005      | The Sound and the Fury, As I Lay Dying en Light in August, door William Faulkner |
| September 2005 | A Million Little Pieces door James Frey                                          |
| Januari 2006   | Night door Elie Wiesel                                                           |
| Januari 2007   | The Measure of a Man door Sidney Poitier                                         |
| Maart 2007     | The Road door Cormac McCarthy                                                    |
| Juni 2007      | Middlesex door Jeffrey Eugenides                                                 |
| Oktober 2007   | Love in the Time of Cholera door Gabriel García Márquez                          |
| November 2007  | The Pillars of the Earth door Ken Follett                                        |
| Januari 2008   | A New Earth door Eckhart Tolle                                                   |
| September 2008 | The Story of Edgar Sawtelle door David Wroblewski                                |
| September 2009 | Say You're One of Them door Uwem Akpan                                           |
| September 2010 | Freedom door Jonathan Franzen                                                    |
| December 2010  | Great Expectations, A Tale of Two Cities door Charles Dickens                    |